# Christelijke Bibliotheek voor Blinden en Slechtzienden
De Christelijke Bibliotheek voor Blinden en Slechtzienden (CBB) is een Nederlandse christelijke vereniging die als hoofddoel heeft om Bijbels en christelijke lectuur beschikbaar te maken voor mensen met een leesbeperking. Dat kan een visuele beperking zijn, maar bijvoorbeeld ook dyslexie of een motorische beperking. De focus ligt met name op het protestants-christelijke volksdeel. De CBB is gevestigd in Ermelo en heeft daarnaast een studio in Sneek.

## Geschiedenis
Rond 1910-1911 was er een predikant in Amsterdam, die enkele blinde kinderen catechisatie wilde geven. Het probleem was dat Bijbels, lesboekjes en zangbundels niet in braille beschikbaar waren. De predikant zocht daarom contact met mevrouw Diepenhorst-de Gaay Fortman.
Mevrouw Diepenhorst verzamelde een aantal dames om zich heen en samen gingen zij aan het werk om de benodigde lectuur in braille om te zetten. Dit deden zij met behulp van een prikpen en een reglette, waarmee de braillepuntjes op de juiste plaats in het braillepapier werden geprikt. Later werd ook gebruik gemaakt van brailletypemachines, waarmee de dames brailleletters konden typen. Al snel waren de eerste lesboeken en de Bijbel in braille gemaakt. Vele boeken volgden.
Om de brailleboeken ook voor ander blinde mensen beschikbaar te kunnen stellen, werd op 20 februari 1912 de vereniging CBB, de Christelijke Blindenbibliotheek, opgericht.
Jaren later ging de CBB ook lectuur in gesproken vorm, in grootletter en digitaal beschikbaar stellen voor iedereen die niet of niet meer op de gebruikelijke manier kan lezen. De naam werd gewijzigd in: vereniging CBB, Christelijke Bibliotheek voor Blinden en Slechtzienden.

## Doelstelling
De CBB is erop gericht om mensen met een visuele beperking volwaardig te kunnen laten deelnemen aan het maatschappelijk en kerkelijk leven. Mensen met een visuele beperking moeten dus toegang hebben tot alle gewenste lectuur. Naast productie voor de landelijke collectie van Bibliotheekservice Passend lezen heeft de CBB een eigen, christelijke collectie, met als doel extra kranten en tijdschriften en overige uitgaven met een christelijke signatuur in passende leesvormen beschikbaar te stellen.

## Aangepaste leesvormen
Er zijn verschillende vormen van aangepast lezen. De CBB produceert audio die geluisterd kan worden via een DAISY-cd en DAISY-speler of door streaming. Ook produceert de CBB braille en grootletter en worden er digitaal toegankelijk bestanden gemaakt, bijvoorbeeld voor gebruik met spraaksoftware of een braille-leesregel.

## Passend lezen
De CBB heeft geen bibliotheekfunctie meer. Die functie is gecentraliseerd in de Bibliotheekservice Passend Lezen. Samen met Bibliotheekservice Passend Lezen en Dedicon vormt de CBB de keten Passend Lezen. De CBB en Dedicon zorgen voor de materialen en diensten die vervolgens via de Bibliotheekservice Passend Lezen aan te vragen zijn.

## Eigen collectie
Naast de productie voor de landelijke collectie van Passend Lezen heeft de CBB een eigen, christelijke collectie. Deze collectie bestaat onder meer uit verkoopuitgaven van christelijke lectuur, zoals Bijbels, Bijbelse dagboeken en liedboeken. Daarnaast heeft de CBB ook christelijke kranten en tijdschriften in de collectie, waarop een abonnement genomen kan worden.

## Commercieel
In 2015 nam de CBB de braille-afdeling van Proson over. Sindsdien kunnen bedrijven en instanties die hun informatie toegankelijk willen maken voor mensen met een visuele beperking ook bij de CBB terecht. Er wordt gedrukt op papier, plastic en aluminium. Ook wordt er combinatiedruk gedaan. Sinds 2019 wordt er ook reliëf geprint.